# (4195) Esambaev
(4195) Esambaev es un asteroide perteneciente al cinturón de asteroides, descubierto el 19 de septiembre de 1982 por la astrónoma soviética Liudmila Chernyj desde el Observatorio Astrofísico de Crimea (República de Crimea), Rusia).

## Designación y nombre
Designado provisionalmente como  1982 SK8. Fue nombrado Esambaev en honor al actor checheno Mahmud Alisultánovich Esambayev.